# Дерганівка (зупинний пункт)
Дергані́вка — пасажирський залізничний зупинний пункт Козятинської дирекції Південно-Західної залізниці.
Розташований у селі Дерганівка Ружинського району Житомирської області на лінії Козятин I — Погребище I між станціями Махаринці (12,5 км) та Зарудинці (11,5 км).
Тут зупиняються приміські поїзди Козятин — Погребище — Жашків, Козятин — Христинівка.